# Karl von Kronnowetter
Karl von Kronnowetter (německy Carl Ritter von Kronnowetter, uváděn též jako Kronowetter) (2. prosince 1832 Petrohrad – 20. března 1890 Terst) byl rakousko-uherský admirál. U c. k. námořnictva sloužil od roku 1850, absolvoval řadu zámořských plaveb a vyznamenal se účastí v několika válkách. V letech 1877–1883 byl velitelem C. k. námořní akademie v Rijece a nakonec velitelem válečného přístavu v Pule (1884–1886). V roce 1884 dosáhl hodnosti kontradmirála a po odchodu do výslužby byl povýšen do šlechtického stavu (1887).

## Biografie

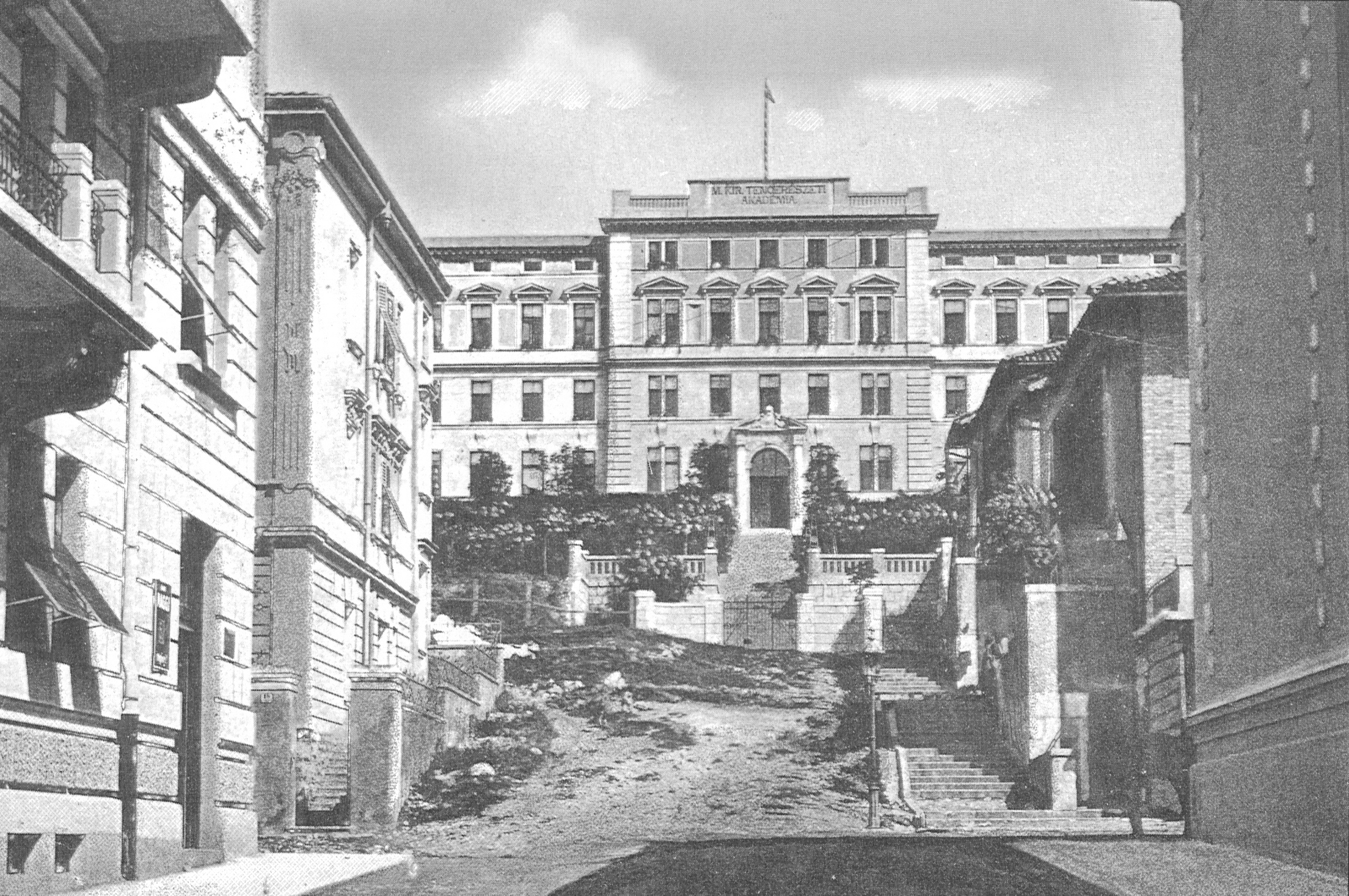
C. k. námořní akademie v Rijece, kde byl Karl Kronnowetter velitelem 1877–1883

Byl synem dvorního malíře a miniaturisty Carla Kronnowettera (1795–1837). Studoval na námořní akademii v Benátkách a Terstu (1846–1850), v roce 1850 vstoupil jako kadet k námořnictvu. Na fregatě SMS Venus cestoval do Neapole a na korvetě SMS Carolina absolvoval plavbu do Severního moře a k břehům Ruska (1850–1851), v roce 1851 se plavil do Karibiku. V roce 1851 získal hodnost praporčíka a střídal službu na různých lodích, na fregatě SMS Radetzky absolvoval v letech 1855–1856 studijní cestu do Anglie. V roce 1856 byl povýšen na poručíka II. třídy a působil mimo jiné u oblastního námořního velitelství v Benátkách. Jako poručík I. třídy (1857) se v roce 1859 zúčastnil války se Sardinií na korvetě SMS Dandolo, s níž následně cestoval do Maroka a Španělska. Poté působil u oblastního námořního velitelství v Terstu. 
Jako velitel dělového člunu SMS Seehund cestoval v roce 1864 do Řecka a zúčastnil se také dánsko-německé války. Téhož roku získal hodnost fregatního kapitána (12. května 1864) s přidělením k námořnímu arzenálu v Pule. Na parníku SMS Greif se v roce 1866 zúčastnil bitvy u Visu a v letech 1866–1868 byl pobočníkem velitele námořní základny v Pule admirála Antona Bourguignona. Několik strávil jako úředník v námořní sekci na ministerstvu války ve Vídni, kde byl přednostou I. oddělení (1868–1873), a mezitím byl povýšen na kapitána řadové lodi (29. října 1870).

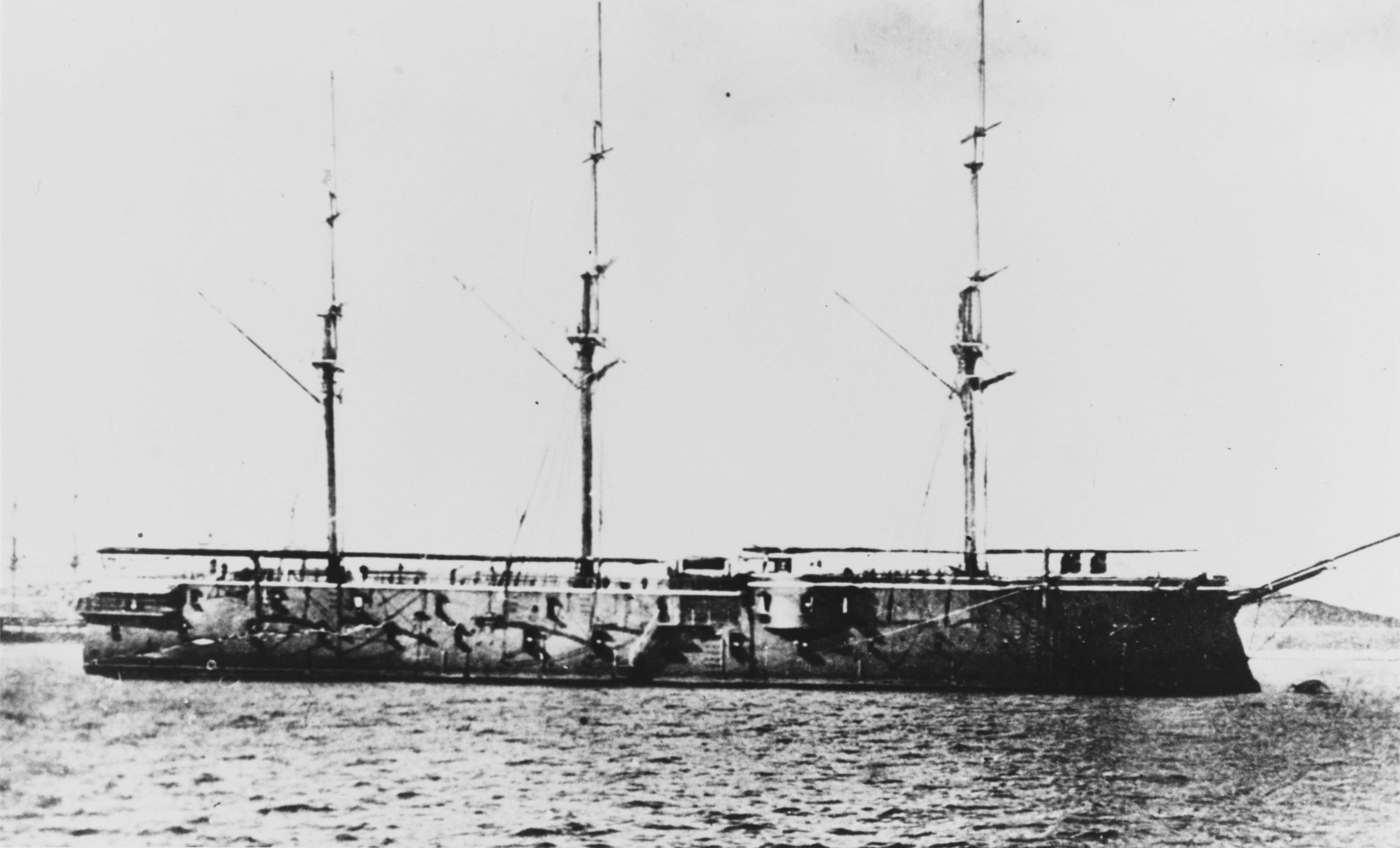
Obrněná loď SMS Lissa, vlajková loď Karla Kronnowettera v roce 1883

V letech 1873–1875 byl velitelem fregat SMS Radetzky a SMS Novara a znovu působil také v Pule. Na císařské jachtě SMS Miramar doprovázel v roce 1876 císaře Františka Josefa do Řecka. V letech 1877–1883 zastával funkci velitele C. k. námořní akademie v Rijece. V roce 1883 velel obrněné lodi SMS Lissa a nakonec byl v letech 1884–1886 velitelem válečného přístavu v Pule. K datu 1. května 1884 byl povýšen do hodnosti kontradmirála a v roce 1886 byl penzionován.
Oženil se v roce 1868 v Terstu, jeho manželkou se stala uherská šlechtična baronka Beatrice Vranyczányová von Dobrinović (1842–1930), měli spolu tři dcery.

## Tituly a ocenění
Po odchodu do výslužby byl povýšen do šlechtického stavu s titulem rytíř (1887). Během služby u námořnictva získal vyznamenání v Rakousku-Uhersku i v zahraničí.

### Rakousko-Uhersko
- Vojenský záslužný kříž (1864)
- Válečná pamětní medaile (1864)
- Válečná medaile (1873)
- Služební odznak pro důstojníky III. třídy (1875)
- Řád železné koruny III. třídy (1883)

### Zahraničí
- Řád koruny (1865, Prusko)